# Жорж Клемансо
Жорж Бенжамен Клемансо́ (фр. Georges Benjamin Clemenceau фр.: [ʒɔʁʒ(ə) bɛ̃ʒamɛ̃ klemɑ̃so]; 28 вересня 1841 — 24 листопада 1929) — французький політичний і державний діяч, журналіст, 71-й Прем'єр-міністр Франції (41-й Прем'єр-міністр Третьої французької республіки) та 84-й Прем'єр-міністр Франції (54-й Прем'єр-міністр Третьої французької республіки). Член Французької академії (з 1918). Один з засновників французького радикалізму. Через жорстокий характер й непримиренність до політичних противників отримав прізвисько «Le Tigre» («Тигр»).

## Біографія
Жорж Клемансо народився в Вандеї, в сім'ї спадкового лікаря-бізнесмена, який не займався практикою, землевласника Бенджамена Клемансо й Софії, уродженої Готро, з сім'ї гугенотів. Батько був місцевим політичним активістом й двічі, в 1851 та 1858 рр., перебував під арештом. Він прищепив сину любов до навчання, радикальні політичні погляди й ненависть до католицизму. За повчанням батька, Клемансо вивчав медицину в Нанті та Парижі. Тут, на підґрунті опозиційного руху проти Другої французької імперії, у Клемансо вперше зародилася цікавість до політичних питань. Він прийняв активну участь в заворушеннях університетської молоді й внаслідок цього був вимушений покинути свої заняття у Паризькій медичній школі. Клемансо вирішив поїхати до Америки, де пробув близько чотирьох років, під час яких його демократично-республіканські ідеї лише зміцнились. «Америка – єдина країна, яка перейшла з стадії варварства прямо в стадію дегенерації, минувши стадію цивілізації» – підсумок цієї подорожі. Повернувшись до Парижу в 1869 р., він, все ж таки, отримав ступінь доктора медицини, зайнявся лікарською практикою, поселився в центрі робочого кварталу Монмартр й згодом завоював широку популярність.
Після революції 4 вересня 1870 року він був мером XVIII (Монмартрського) округу, а 8 лютого 1871 року був вибраний одним з 43 представників Парижу в національному зібрані, де зайняв місце в групі крайніх лівих. Зберігши за собою посаду мера, Клемансо намагався шляхом взаємних поступок досягнути згоди між центральним комітетом національної гвардії та урядом. Але, незважаючи на всі зусилля, йому цього не вдалось: крайні елементи отримали перевагу, тому на нових муніципальних виборах (26 березня 1871 року) Клемансо не був обраний, причому він вважав за потрібне скласти з себе депутатське звання. На нових виборах, в липні після придушення комуни, Клемансо був обраний членом муніципальної ради; пізніше був її віце-президентом та президентом.
На виборах в палату депутатів, у лютому 1876 року, Клемансо був обраний депутатом від того ж XVIII округу Парижа. Однією з перших його дій в палаті було вимога амністії засудженим за участь в комуні, в якій він бачив запоруку умиротворення країни. У 1877 році Клемансо був одним з 363 депутатів, які, згуртувавшись навколо Гамбетти, надали рішучий відсіч монархічній коаліції.
На виборах в жовтні 1877 року Клемансо знову був обраний депутатом величезною кількістю виборців – 18620 голосів з 18820, а після відкриття засідань палати війшов до складу «Комітету Вісімнадцяти», створеного для боротьби проти спроб монархічної реставрації.
З відставкою Патріса де Мак-Магона небезпека, яка загрожувала республіці, минула, і розбіжності серед республіканців загострилися. Жорж Клемансо організував радикальну партію, яка поставила своєю метою боротьбу з «опортуністами», які не хотіли йти на зустріч багатьом запитам демократії, і, зокрема, соціальним реформам. Він нападав на пануючі партії за недостатньо рішучу політику по відношенні до клерикалізму та за збільшення колоніальної політики. Відрізняючись, як оратор, логічністю, енергією та нервовістю, Клемансо завоював собі репутацію «руйнівника міністерства». Особливо видатну роль він відігравав при падінні кабінетів Гамбетти (в січні 1882 р.), Феррі (в березні 1885 р.), а також при обранні Карно президентом республіки (в грудні 1887 р.) та в епоху боротьби з буланжизмом, який знайшов в Клемансо енергійного суперника, як тільки з'ясувалося, що це – рух до цезаризму та проти республіки. Відрізняючись, переважно, негативним характером, політична діяльність Клемансо мала й позитивний результат: своєю критикою Клемансо не один раз приводив помірних республіканців до усвідомлення потреби розширити свою програму та чимало сприяв здійсненню тих реформ, які були проведені в 80-х та на початку 90-х рр.
В кінці 1892 року, в розпал панамських викриттів, на Клемансо впало обвинувачення в підозрілих відносинах з головним героєм «Панами», Корнеліем Герцем. Це дуже сильно підірвало його репутацію. З того часу, його участь в політичному житті Франції виражається тільки в редагуванні газети «Justice» (англ.«Справедливість»), яку він заснував в 1880 р.
Клемансо був активним учасником «справи Дрейфуса», опублікувавши не менше 665 статей в його підтримку. Як співвласник, і редактор газети «L'Aurore», саме він вигадав яскравий заголовок «Я звинувачую» для листа відомого Еміля Золя, в якому той звинувачує військове міністерство в приховуванні фактів та антисемітизмі. 6 квітня 1902 р. Клемансо був обраний сенатором від району Драгіньян, беззмінно прослуживши до 1920 року. З 1903 р. став головним редактором «L'Aurore», в якій почав компанію по виправданні Дрейфуса; також гаряче підтримав Закон про розділення церков і держави 1905 року, розроблений урядом Луї-Еміля Комба.
В березні–жовтні 1906 р. Клемансо був міністром внутрішніх справ. З жовтня 1906 р. по липень 1909 р. та в 1917–1920 рр. займав посаду голови Ради міністрів.

## Суперечлива роль Жоржа Клемансо в історії України
За спогадами українського вченого П. Чубатого, був готовий підтримати створення незалежної Української держави під керівництвом гетьмана Скоропадського Павла як санітарного кордону від більшовицької Росії, надати різноманітну підтримку взамін за повернення нею 5 більйонів золотих франків — половини суми, позиченої Францією Російській імперії перед початком І-ї світової. Після повалення гетьмана не захотів мати справу з урядом Директорії УНР, вважаючи його комуністичним.
Негативно ставився до створення незалежної Української держави, наполягав на включенні етнічних українських земель до складу територій інших країн. Під час Паризької мирної конференції 1919—1920 років очолював французьку делегацію, яка мала найбільш непримиренну позицію щодо визнання Української державності.
Заявив, що Симон Петлюра — «майже більшовик», звинуватив його у єврейських погромах. Не висловив свого протесту проти використання польських військ під командуванням генерала Юзефа Галєра проти ЗУНР, УГА. Щоправда, запросив українську делегацію на Паризькій мирній конференції у травні 1919 року до своєї резиденції на перемовини.

## Твори
- Соціальна битва (1895)
- Великий Пан (1896)
- Демосфен (1926)
- Думки в час надвечір'я (1928)
- Велич і злиденність однієї перемоги (видано посмертно, 1930) та ін.